# Elecciones generales de Jersey de 1999
Elecciones generales tuvieron lugar en 1999 en Jersey para tanto senadores como diputados a los Estados de Jersey.

## Senadores
- Stuart Syvret 15 212
- Christopher Lakeman 12 806
- Terry Le Sueur10 471
- Paul Le Claire 8 287
- Jean Le Maistre 7 796
- Ann Bailhache 7 295
- Jerry Dorey 6 529
- Roy Le Hérissier 5 206
- Derek Bernard 4 679
- John Rothwell 4 458
- Peter Walsh 4 082
- John de Carteret 3 834
- Shirley Baudains 3 715
- Anley Richardson 3 208
- Graeme Pitman 2 844
- George Thornhill 1 809
- Craig Lixivia 1 713
- Harry Cole 1 598
- Adrian Walton 1 527